# Šimon Bakač z Erdődu
Šimon Bakač z Erdődu (chorvatsky Šimun Bakač Erdutski, maďarsky Bakocz de Erdődy Simon, kolem roku 1492 – 2. června 1543, Čazma) byl chorvatský bán (1530–1534) a záhřebský biskup (1518–1543). Pocházel z chorvatsko-uherského šlechtického rodu Erdődyů (chorv. Erdut).

## Životopis

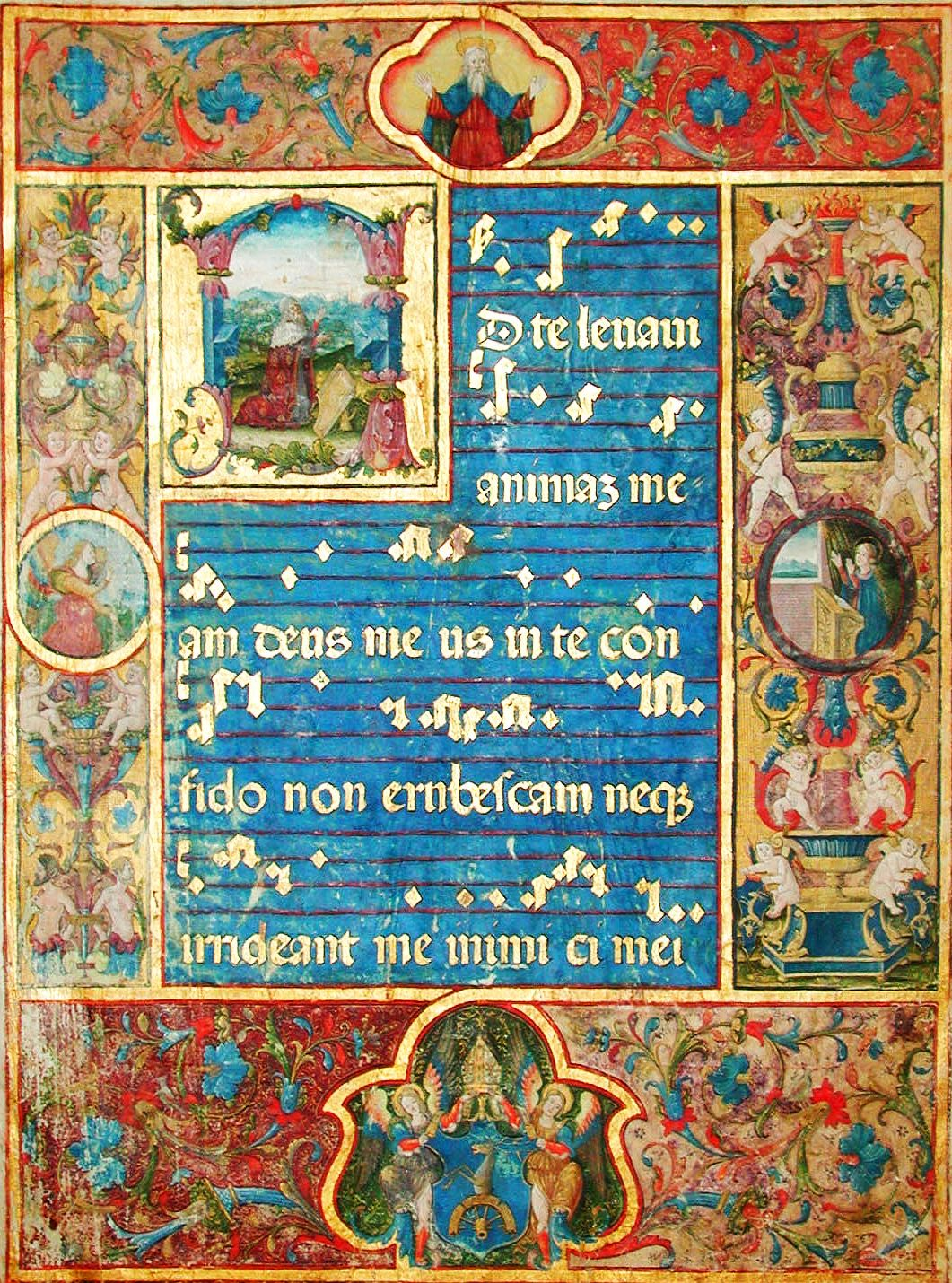
Úvodní strana renesančního Bakačova graduálu s rodovým erbem Bakač-Erdut (Bakócz-Erdődy). Tento erb se v graduálu objevuje několikrát, vždy bez biskupských hodností.

Král Ludvík II. (1516–1526) jej v roce 1518 v Záhřebu na návrh Šimonova bratrance kardinála Tomáše Bakače jmenoval biskupem a jeho zvolení 10. listopadu téhož roku potvrdil také papež Lev X. (1513–1521).
Po porážce Uherska Turky v bitvě u Moháče v roce 1526 svolal záhřebský biskup za přítomnosti Kryštofa Frankopana chorvatskou šlechtu na koncil v Dubravě. I přes nesouhlas Saboru (parlamentu) v Cetingradu si sněm v Dubravě zvolil za krále Jana Zápolského. Nato armáda císaře Ferdinanda I. kvůli Šimonově podpoře Jana Zápolského vážně poškodila katedrálu i samotný Záhřeb, přičemž Kaptol zůstal na Ferdinandově straně. 
V roce 1530 byl Šimon jmenován do funkce chorvatského bána. Během biskupova obléhání Vinodolu v roce 1541 byl zabit český šlechtic Jan Zrinský ze Serynu, což rozhněvalo jeho bratra Mikuláše, který o to silněji zaútočil na biskupa. Se smrtí biskupa Erdödyho v roce 1543 spory mezi Zrinskými a cizí církví ustaly.
Během Šimonova episkopátu se objevilo reformní hnutí vedené Martinem Lutherem. Šimon poté napsal papeži Klementovi VII. jak „energicky a nemilosrdně vzdoruje luteranismu, protože jinak by už větší část duchovenstva jeho diecéze byla nakažena touto zhoubnou sektou“. V následujících letech svolal synody s cílem zastavit šíření protestantismu. 